# Gonomyia (Leiponeura) perattenuata
Gonomyia (Leiponeura) perattenuata is een tweevleugelige uit de familie steltmuggen (Limoniidae). De soort komt voor in het Afrotropisch gebied.